# Tour de Polonia 2011
La 68.ª edición del Tour de Polonia se disputó entre el 31 de julio y el 6 de agosto de 2011 y contó con un recorrido de 1.110,9 km distribuidos en siete etapas, desde Pruszków hasta Cracovia.
La carrera hizo parte del calendario UCI WorldTour 2011 y fue ganada por el corredor Peter Sagan (quien además se hizo con dos etapas y con la clasificación por puntos). Le acompañaron en el podio Daniel Martin (vencedor de una etapa) y Marco Marcato, respectivamente.
En las otras clasificaciones secundarias se impusieron Michał Gołaś (montaña), Adrian Kurek (metas volantes) y Vacansoleil-DCM (equipos).

## Equipos participantes
Tomaron parte en la carrera 22 equipos: los 18 de categoría UCI ProTour (al ser obligada su participación); más 3 de categoría Profesional Continental mediante invitación de la organización (Skil-Shimano, De Rosa-Ceramica Flaminia y CCC Polsat Polkowice); y una selección de Polonia (con corredores de equipos de los Circuitos Continentales UCI) bajo el nombre de Reprezentacja Polski. Formando así un pelotón de 184 ciclistas, con 8 corredores cada equipo, de los que acabbaron 134. Los equipos participantes fueron:
| ProTeams (18)- Ag2r La Mondiale - Astana - BMC Racing Team - Euskaltel-Euskadi - Garmin-Cervélo - HTC-Highroad - Katusha - Lampre-ISD - Leopard-Trek - Liquigas-Cannondale - Movistar Team - Omega Pharma-Lotto - Quick Step Cycling Team - Rabobank - Team RadioShack - Saxo Bank-Sungard - Sky ProCycling - Vacansoleil-DCM Equipos continentales profesionales (3)- CCC Polsat Polkowice - Skil-Shimano - De Rosa-Ceramica Flaminia Equipo nacional- Polonia |
| |

## Etapas
| Etapa     | Fecha     | Recorrido                                  | type                   | Distancia (km) | Ganador       | Líder         |
| --------- | --------- | ------------------------------------------ | ---------------------- | -------------- | ------------- | ------------- |
| 1.ª etapa | 31 de jul | Pruszków – Varsovia                        | etapa llana            | 101,5          | Marcel Kittel | Marcel Kittel |
| 2.ª etapa | 1 de ago  | Częstochowa – Dąbrowa Górnicza             | etapa llana            | 159,6          | Marcel Kittel | Marcel Kittel |
| 3.ª etapa | 2 de ago  | Będzin – Katowice                          | etapa llana            | 135,7          | Marcel Kittel | Marcel Kittel |
| 4.ª etapa | 3 de ago  | Oświęcim – Cieszyn                         | etapa de media montaña | 176,9          | Peter Sagan   | Peter Sagan   |
| 5.ª etapa | 4 de ago  | Zakopane – Zakopane                        | etapa de montaña       | 201,5          | Peter Sagan   | Peter Sagan   |
| 6.ª etapa | 5 de ago  | Terma Bukovina – Gmina Bukowina Tatrzańska | etapa de montaña       | 207,7          | Daniel Martin | Daniel Martin |
| 7.ª etapa | 6 de ago  | Cracovia – Cracovia                        | etapa llana            | 128            | Marcel Kittel | Peter Sagan   |

## Clasificaciones finales

### Clasificación general
| \| Clasificación general \| Clasificación general \| Clasificación general \| Clasificación general \| Clasificación general \| \| Ciclista \| Ciclista \| Equipo \| Tiempo \| \| \| --------------------- \| --------------------- \| --------------------- \| --------------------- \| --------------------- \| \| 1.º \| Peter Sagan \| Liquigas-Cannondale \| 26 h 40 min 01 s \| \| \| 2.º \| Daniel Martin \| Garmin-Cervélo \| + 6 s \| \| \| 3.º \| Marco Marcato \| Vacansoleil-DCM \| + 7 s \| \| \| 4.º \| Wout Poels \| Vacansoleil-DCM \| + 23 s \| \| \| 5.º \| Peter Kennaugh \| Team Sky \| + 25 s \| \| \| 6.º \| Rinaldo Nocentini \| AG2R La Mondiale \| + 28 s \| \| \| 7.º \| Bartosz Huzarski \| NetApp \| + 28 s \| \| \| 8.º \| Christophe Riblon \| AG2R La Mondiale \| + 28 s \| \| \| 9.º \| Stephen Cummings \| Team Sky \| + 28 s \| \| \| 10.º \| Marek Rutkiewicz \| CCC Polsat Polkowice \| + 32 s \| \| |                   |                      |                  |
| |                   |                      |                  |
| Fuente: ProCyclingStats |                   |                      |                  |
| Clasificación general |                   |                      |                  |
| Ciclista | Ciclista          | Equipo               | Tiempo           |
| 1.º | Peter Sagan       | Liquigas-Cannondale  | 26 h 40 min 01 s |
| 2.º | Daniel Martin     | Garmin-Cervélo       | + 6 s            |
| 3.º | Marco Marcato     | Vacansoleil-DCM      | + 7 s            |
| 4.º | Wout Poels        | Vacansoleil-DCM      | + 23 s           |
| 5.º | Peter Kennaugh    | Team Sky             | + 25 s           |
| 6.º | Rinaldo Nocentini | AG2R La Mondiale     | + 28 s           |
| 7.º | Bartosz Huzarski  | NetApp               | + 28 s           |
| 8.º | Christophe Riblon | AG2R La Mondiale     | + 28 s           |
| 9.º | Stephen Cummings  | Team Sky             | + 28 s           |
| 10.º | Marek Rutkiewicz  | CCC Polsat Polkowice | + 32 s           |

### Clasificación de la montaña
| Posición | Ciclista            | Equipo                    | Puntos |
| -------- | ------------------- | ------------------------- | ------ |
|          | Michał Gołaś        | Vacansoleil-DCM           | 85     |
| 2        | Patxi Vila          | De Rosa-Ceramica Flaminia | 47     |
| 3        | Ruslan Pidgornyy    | Vacansoleil-DCM           | 45     |
| 4        | Jacek Morajko       | CCC Polsat Polkowice      | 36     |
| 5        | Bartłomiej Matysiak | CCC Polsat Polkowice      | 33     |

### Clasificación por puntos
| Posición | Ciclista          | Equipo              | Puntos |
| -------- | ----------------- | ------------------- | ------ |
|          | Peter Sagan       | Liquigas-Cannondale | 99     |
| 2        | Marco Marcato     | Vacansoleil-DCM     | 89     |
| 3        | Marcel Kittel     | Skil-Shimano        | 80     |
| 4        | Romain Feillu     | Vacansoleil-DCM     | 77     |
| 5        | Heinrich Haussler | Garmin-Cervélo      | 75     |

### Clasificación de las metas volantes
| Posición | Ciclista            | Equipo                    | Puntos |
| -------- | ------------------- | ------------------------- | ------ |
|          | Adrian Kurek        | Reprezentacja Polski      | 13     |
| 2        | Gianluca Maggiore   | De Rosa-Ceramica Flaminia | 10     |
| 3        | Marco Marcato       | Vacansoleil-DCM           | 8      |
| 4        | Arkimedes Arguelyes | Katusha                   | 6      |
| 5        | Bartłomiej Matysiak | CCC Polsat Polkowice      | 5      |

### Clasificación por equipos
| Posición | Equipo               | Tiempo      |
| -------- | -------------------- | ----------- |
|          | Vacansoleil-DCM      | 80h 01' 23" |
| 2        | Sky                  | + 12"       |
| 3        | Ag2r La Mondiale     | + 2' 31"    |
| 4        | CCC Polsat Polkowice | + 4' 34"    |
| 5        | Leopard Trek         | + 4' 44"    |

## Evolución de las clasificaciones
| Etapa                   | Vencedor                | Clasificación general Żółta koszulka | Clasificación de la montaña Klasyfikacja górska | Clasificación por puntos Klasyfikacja punktowa | Clasificación de las metas volantes Klasyfikacja najaktywniejszych | Clasificación por equipos Klasyfikacja drużynowa |
| ----------------------- | ----------------------- | ------------------------------------ | ----------------------------------------------- | ---------------------------------------------- | ------------------------------------------------------------------ | ------------------------------------------------ |
| 1.ª                     | Marcel Kittel           | Marcel Kittel                        | Michał Gołaś                                    | Marcel Kittel                                  | Adrian Kurek                                                       | Quick Step                                       |
| 2.ª                     | Marcel Kittel           | Marcel Kittel                        | Bartłomiej Matysiak                             | Marcel Kittel                                  | Adrian Kurek                                                       | Quick Step                                       |
| 3.ª                     | Marcel Kittel           | Marcel Kittel                        | Bartłomiej Matysiak                             | Marcel Kittel                                  | Adrian Kurek                                                       | Quick Step                                       |
| 4.ª                     | Peter Sagan             | Peter Sagan                          | Bartłomiej Matysiak                             | Romain Feillu                                  | Adrian Kurek                                                       | Vacansoleil-DCM                                  |
| 5.ª                     | Peter Sagan             | Peter Sagan                          | Ruslan Pidgornyy                                | Romain Feillu                                  | Adrian Kurek                                                       | Vacansoleil-DCM                                  |
| 6.ª                     | Daniel Martin           | Daniel Martin                        | Michał Gołaś                                    | Peter Sagan                                    | Adrian Kurek                                                       | Vacansoleil-DCM                                  |
| 7.ª                     | Marcel Kittel           | Peter Sagan                          | Michał Gołaś                                    | Peter Sagan                                    | Adrian Kurek                                                       | Vacansoleil-DCM                                  |
| Clasificaciones finales | Clasificaciones finales | Peter Sagan                          | Michał Gołaś                                    | Peter Sagan                                    | Adrian Kurek                                                       | Vacansoleil-DCM                                  |